# Fred Duval
Fred Duval   (Rouen, 5 de gener de 1965) nom de ploma de Frédéric Duval, és un guionista de còmics francès.

## Biografia
Fred Duval va publicar el seu primer àlbum, 500 fusils, el 1995. El mateix any, va aconseguir el seu primer èxit, Carmen Mc Callum, a la col·lecció "Sèrie B" de les edicions Delcourt. Amb Didier Cassegrain al dibuix, va escriure, entre altres coses, els cinc àlbums de la sèrie de ciència-ficció Code Mc Callum entre 2006 i 2009. Encara per aquesta sèrie, amb diversos dissenyadors, Duval publica Carmen+Travis: Els contes . Travis i Hauteville House segueixen. L'any 2008 va publicar Meteors, una sèrie de ciència-ficció, amb Philippe Ogaki, abans d'abordar l'adaptació del Tartuf de Molière a una tira còmica amb el dibuixant Zanzim. El 2010 es va incorporar a l'equip de Casse amb La Grande Escroquerie i va crear Nico amb Philippe Berthet a l'editorial Dargaud Benelux. El mateix any, llança al costat de Jean-Pierre Pécau la sèrie Jour J, una sèrie conceptual dirigida per Fred Blanchard que repassa els principals punts d'inflexió de la Història. El 2012, Duval va publicar Man of the Year 1917. El 2014 es va publicar un àlbum dedicat a Ferdinand Walsin Esterhazy i l'afer Dreyfus, així com Wonderball, un thriller escrit amb Jean-Pierre Pécau i il·lustrat per Colin Wilson. El 2016, Delcourt va publicar dues sèries noves: Mousquetaire et Nom de code : Martin.
L'octubre de 2016 es va publicar l'àlbum XIII Mystery, escrit sota la direcció de Jean Van Hamme i il·lustrat per Corentin Rouge. Duval està preparant amb Pécau i Subic una saga steampunk al voltant dels personatges de Sherlock Holmes i Moriarty .
El 2018, Dargaud va publicar el primer volum d'una nova sèrie de ciència-ficció creada amb Emem i Fred Blanchard.: Renaixement .
Amb Didier Cassegrain, va produir una adaptació de la novel·la policíaca Nymphéas noirs de Michel Bussi.; La trama, que té lloc a Giverny, abasta des del 1926 fins al 2010. L'àlbum es va publicar el gener de 2019. El dissenyador, que va passar divuit mesos desenvolupant l'obra, utilitza un «dibuix en color directe en acrílic».
El tàndem Cassegrain-Duval està planejant una adaptació de Don't Let Go of My Hand, també de Bussi.

## Publicacions
Tret que s'indiqui el contrari, Fred Duval és guionista
- Code Mc Callum (Série) (Delcourt, col·lecció Neopolis); dibuix i color Didier Cassegrain
- Carmen Mc Callum (Série) (Delcourt, col·lecció Neopolis); dibuix Gess; color Florence Breton, Isabelle Rabarot
- Carmen+Travis (Série) (Delcourt, col·lecció Neopolis)
- Gibier de potence (Série) (Delcourt, col·lecció  Conquistador) - guio François Capuron, Fred Duval; dibuix Fabrice Jarzaquet; color Isabelle Rabarot
- Hauteville House (Série) (Delcourt, col·lecció Conquistador); dibuix Thierry Gioux; color Carole Beau
- Jour J (Série) (Delcourt, col·lecció Neopolis); guio Fred Duval, Fred Blanchard i Jean-Pierre Pécau; dibuix Philippe Buchet, Gaël Séjourné, Colin Wilson et Florent Calvez; color Walter, Verney, Jean-Paul Fernandez et Florent Calvez
- Lieutenant Mac Fly(Série) (Delcourt, col·lecció Humour de rire); dibuix Jean Barbaud; color Afroula
- Mâchefer (Vents d'Ouest); dibuix Sébastien Vastra; color Afroula, Carole Beau
- Météors (Delcourt); dibuix i color Ogaki
- NéoForest (Série) (Dargaud); dibuix i color Philippe Scoffoni
- # Cocto Citadelle, 2023
- Nico (Série) (Dargaud); dibuix Philippe Berthet; color Hubert (auteur)
- Renaissance (Série) (Dargaud); guio Fred Duval i Frédéric Blanchard; dibuix i color Emem
- Tartuffe, de Molière 1 (Delcourt) 10-09-2008; dibuixant : Zanzim; color: Hubert. Éditeur : Delcourt
- Travis (Série) (Delcourt, col·lecció Neopolis); dibuix Ludwig Alizon, Christophe Quet; color Ludwig Alizon, Stéphane Rosa, Pierre Schelle
- Travis Karmatronics (Série) (Delcourt, col·lecció Neopolis); dibuix Fred Blanchard; color Fabrys
- Wayne Redlake (Série) (Delcourt, col·lecció Conquistador); guio Thierry Cailleteau; dibuix Fabrice Lamy; color Isabelle Rabarot
- Wonderball, (Série) Delcourt, col·lecció Machination); guio amb Fred Blanchard et Jean-Pierre Pécau; dibuix Colin Wilson; color Jean-Paul Fernandez

1. Le Chasseur, 2014
2. Le Fantôme, 2015
3. Le Shérif, 2016
4. Le Photographe, 2017
5. L'Apiculteur, 2018

- You know what?!

- Cinq avril, , Dupuis; guió amb Michel Bussi, dibuix : Noë Monin,ISBN 9791034753062

1. L'héritier de Da Vinci
2. Le Roi assassin

- Metropolia, Dargaud; dibuix : Ingo Römling

1. Berlín 2099, 2025

- Aquablue (Sèrie) (Delcourt, col·lecció Neopolis); dibuixos i colors Stéphane Louis
  - 19. Clandestí, 2025

## Premis culturals
- 2019 : Golden Elephant al millor disc al Festival Internacional de Còmics de Chambéry, amb Didier Cassegrain, per Les Nymphéas noirs.[5]
- 2020 : Cavaller de l'Ordre de les Arts i les Lletres[6]